# Mansur Abedijan
Mansur Abedijan (pers. منصور عابدیان) – irański zapaśnik w stylu wolnym. Złoty medalista mistrzostw Azji w 1995 roku.